# Seidži Aoči
Seidži Aoči (japonsko 青地 清二), japonski smučarski skakalec, * 21. junij 1942, Kamisunagava, Japonska, † 14. avgust 2008, Saporo, Japonska.
Aoči je tekmoval na mednarodnih prireditvah med letoma 1968 in 1972. Njegov največji uspeh je osvojitev bronaste olimpijske medalje leta 1972. 

## Tekmovalna kariera

### Olimpijske igre, 1968 in 1972
Aoči je nastopil na dveh zimskih olimpijskih igrah. Prvič v letu 1968 v Grenoblu, kjer je osvojil šestindvajseto mesto na veliki skakalnici. Drugič leta 1972 v Saporu, kjer je osvojil bronasto medaljo na srednji skakalnici.

### Novoletna turneja
V zimi 1971-72 je nastopil na Novoletni turneji. Tam je bil trinajsti v Innsbrucku ter na novega leta dan v Ga-Paju šesti, kar je bil njegov najboljši rezultat na evropskih tekmah.